# Kollaudation
Eine Kollaudation (von lateinisch collaudare bzw. laudare = loben), oder Kollaudierung, ist der in der Schweiz und in Österreich übliche Begriff für die Erprobung und Abnahme von Bauwerken und Anlagen wie Straßen, Eisenbahnlinien, Kanälen, Brücken, Staumauern, aber auch Orgeln. Die amtliche Kollaudation erfolgt z. B. bei Eisenbahnbrücken durch möglichst viele schwere Lokomotiven, die auf die zu prüfende Brücke gestellt werden, um deren Belastbarkeit zu testen. 
Brücken müssen auch nach etlichen Jahren eine Routineuntersuchung durchlaufen. Dazu verwenden die Bahngesellschaften Spezialwagen mit Hebebühnen, gezogen von Rangierlokomotiven. Die auf der Hebebühne stehenden Mitarbeiter prüfen jeweils alle Details der Bauwerke, bei Stahlbrücken jede einzelne Schweißnaht, Schraube bzw. jeden Niet.
Die Abnahme neuer Lokomotiven durch die zuständige Behörde, in der Schweiz das Bundesamt für Verkehr, wird ebenfalls als Kollaudation bezeichnet.